# Hercule combattant Achéloüs
 (décembre 2020).
Si vous disposez d'ouvrages ou d'articles de référence ou si vous connaissez des sites web de qualité traitant du thème abordé ici, merci de compléter l'article en donnant les références utiles à sa vérifiabilité et en les liant à la section « Notes et références ».
Hercule combattant Acheloüs est un tableau de l’artiste Noël Coypel, réalisé entre 1667-1669, qui appartenait à un ensemble de quatre peintures représentative des épisodes de la vie d’Hercule.
Anciennement situé dans l’antichambre d’un appartement, disparu depuis, réservé à Louis XIV dans le palais des Tuileries, le tableau est aujourd’hui localisé au premier étage du Palais des beaux-arts de Lille. Un dessin préparatoire de ce tableau est également conservé à l’École nationale supérieure des beaux-arts de Lyon. Noël Coypel avait d’ailleurs déjà traité ce sujet pour le décor de l’appartement du roi au Trianon à Versailles, œuvre dont l’esquisse préparatoire a été acquise en 2014 pour un montant de 100 000 € par le musée des beaux-arts de Caen.

## Sujet mythologique
Cette œuvre est une représentation du mythe d’Hercule et Achéloos. Cette légende est racontée dans les Métamorphoses  d’Ovide, Livre IX.
Thésée demande à Achéloos la raison de l’outrage qui lui a été fait. Achéloos explique alors que Déjanire, considérée comme une femme d’une très grande beauté, attirait bon nombre de prétendants au palais d’Œnée, son père. Parmi les rivaux du dieu-fleuve, Hercule se présente. Lorsque celui-ci demande à son tour la main de Déjanire, tous se retirent, excepté Achéloos. Or Déjanire préfère Hercule à Achéloos, dont les dons de métamorphose l’effrayent. Un combat acharné s’engage entre le dieu fleuve et le héros, qui prend vite l’avantage, contraignant son adversaire à mordre la poussière. Achéloos, ne voulant pas s’avouer vaincu, se transforme en serpent, mais, de nouveau, Hercule prend le dessus et l’étouffe entre ses mains, ridiculisant le serpent. Achéloos, une ultime fois, se transforme en taureau. Héraclès le terrasse pour de bon et épouse Déjanire. Plus tard, il rend sa corne à Achéloos et reçoit en échange la corne d'abondance.

## Description de l’œuvre
Concernant l’œuvre, il s’agit d’une huile sur toile de 211 x 211 cm. Il s’agit d’une peinture appartenant au classicisme français et à la fable antique. Nous pouvons voir dans ce tableau un homme debout aux prises avec un second qui, lui, est à terre. L’un de ces deux hommes est le héros grec Hercule, il est ici facilement reconnaissable à divers attributs. Il tient une massue dans sa main gauche, qu’il s’apprête à abattre sur la tête de son ennemi. En arrière-plan, une patte et une queue de lion apparaissent ; il s’agit de la peau du lion de Némée qu’il a dû tuer au cours d’un de ses douze travaux et qu’il porte depuis en guise d’armure. Le deuxième est le dieu-fleuve Acheloos, il est identifiable aux multiples têtes de taureaux présentes en haut à droite du tableau.

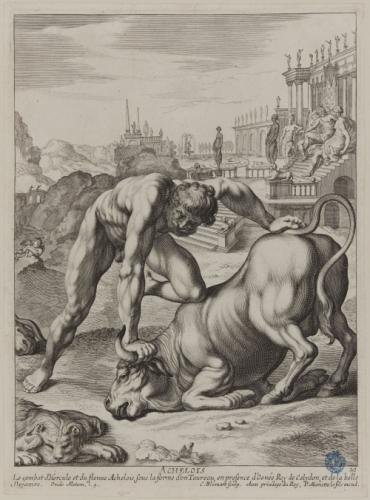
Bloemaert Cornelis II ; Tableau des Vertus et des Vices de l’Antiquité : Hercule et Acheloüs ; Estampe ; 1630 ; Musée des Beaux-Arts de Paris.

## Autres œuvres sur le même sujet
- François-Joseph BOSIO, Hercule combattant Achéloüs métamorphosé en serpent ; Sculpture en bronze ; 1824 ; Musée du Louvre

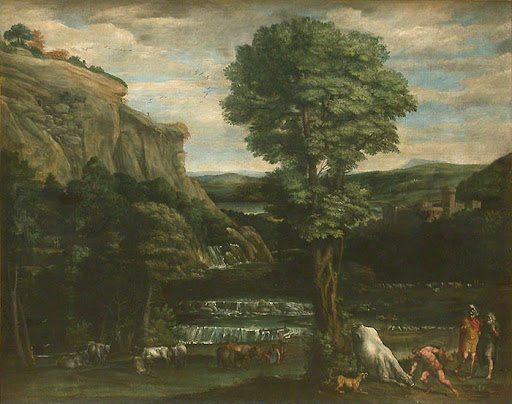
Dominique « Le Dominiquin » Zampieri ; Paysage avec Hercule combattant Acheloüs changé en taureau ; 1621 ; Musée du Louvre.

- Dominique « Le Dominiquin » Zampieri ; Paysage avec Hercule combattant Acheloüs changé en taureau ; 1621 ; Musée du Louvre.
- Nicolas Bertin ; Hercule combattant Achelous ; huile sur toile ; 1715-1730 ; Musée national de Varsovie.
- Bloemaert Cornelis II ; Tableau des Vertus et des Vices de l’antiquité : Hercule et Acheloüs ; Estampe ; 1630 ; Musée des Beaux-Arts de Paris.
- Cratère à colonnettes à figures rouges : Héraclès et Acheloos ; 450 av. J.-C. ; Musée du Louvre.